# 나니아 연대기 (영화 시리즈)

《나니아 연대기》는 C. S. 루이스가 지은 소설인 《나니아 연대기》를 원작으로 한 영화이다.

## 시리즈
| # | 제목                                   | 개봉 연도 | 상영 시간 | 관객수   |
| - | -------------------------------------- | --------- | --------- | -------- |
| 1 | 나니아 연대기: 사자, 마녀, 그리고 옷장 | 2005년    | 143분     | 216만 명 |
| 2 | 나니아 연대기: 캐스피언 왕자           | 2008년    | 145분     | 146만 명 |
| 3 | 나니아 연대기: 새벽 출정호의 항해      | 2010년    | 112분     | 117만 명 |